# Champsocephalus
Champsocephalus — рід окунеподібних риб родини Білокрівкові (Channichthyidae). Обидва види роду зустрічаються у Південному океані.

## Класифікація
До роду включають два види:
- Champsocephalus esox (Günther, 1861)
- Champsocephalus gunnari Lönnberg, 1905